# Chartreuse de Prague
La chartreuse de Prague (en latin Hortus Beatae Mariae ; en allemand Garten der seligen Jungfrau; en tchèque Zahrada Panny Marie ; en français Jardin de la Bienheureuse Vierge Marie) est une chartreuse aujourd'hui disparue qui se trouvait à Prague. C'était le monastère de chartreux le plus ancien de Bohême. La chartreuse a été fondée en 1342 par le roi Jean de Bohême qui fit venir des moines de la chartreuse de Mauerbach. Elle a été détruite en 1419 au début de la guerre des hussites et n'a jamais été reconstruite. Elle se trouvait à l'emplacement du quartier actuel de Smíchov.

## Histoire
La chartreuse de Prague est fondée le 1er février 1342 par Jean de Luxembourg, roi de Bohême, dont l'oncle était l'évêque de Trèves, Baudouin de Luxembourg ; ce dernier était un protecteur de l'ordre des Chartreux et avait fondé en 1331 la Chartreuse de Coblence et la chartreuse de Trèves. La chartreuse est bâtie pour vingt-quatre moines dans un domaine de la rive gauche de la Moldau (appelé Újezd) près de Prague, qui comprenait des terres arables, des vergers et potagers et cinq moulins sur les deux rives de la Moldau. En plus le roi fait don de deux mille livres d'argent de Kuttenberg pour démarrer l'entreprise des chartreux. Il leur octroie aussi de nombreux privilèges, dont l'exemption de taxes et de droits. En même temps la chartreuse s'engage à prier pour lui et sa famille, avec en outre une journée de prière annuelle pour eux.
Les chartreux disposent aussi d'une maison en ville, à Prague et reçoivent de fondateurs des villages alentour. La chartreuse et son église (dont on ne connaît pas l'architecture) sont terminées vraisemblablement autour de 1356. En 1376, une union de prières (societas fraternitatis) est convenue avec le couvent d'augustins de Raudnitz. Le prieur Albert divise une houblonnière en vingt-quatre parcelles afin d'ériger vingt-quatre cellules (maisonnettes individuelles avec jardinet) pour les moines. En 1389, il est spécifié au chapitre général (à la Grande Chartreuse) que seuls les moines les meilleurs doivent être envoyés à la chartreuse de Prague, car celle-ci est visitée par le roi, les plus hautes personnalités et le haut clergé qui assistent à leurs cérémonies religieuses.
Après la mort du roi Wenceslas, la chartreuse et son église sont assiégées le 17 novembre 1416 par des partisans de Jan Hus et l'ensemble est incendié le lendemain. Les moines s'enfuient à Prague. En 1420, le roi Sigismond restitue leurs biens aux chartreux; cependant, bien qu'un prieur ait été élu pour succéder au prieur Markwartt et qu'il ait été demandé aux moines de ne pas se disperser, la chartreuse n'est pas reconstruite. Le dernier chartreux de Prague, Nicolas de Glogau, meurt en 1464 à la chartreuse d'Aggsbach. 
Par leurs liens avec l'université Charles, les chartreux de Prague eurent une grande influence culturelle. Ils étaient soutenus par des bienfaiteurs de renom, outre le roi Jean et ses successeurs (Charles IV et Wenceslas), ils bénéficièrent de la protection de l'archevêque de Prague, Jean de Jenstein, et de grandes familles de la noblesse, comme les Wartenberg (dont six membres de la famille furent enterrés à la chartreuse). Il est hautement probable que le prieur Markwartt (de 1407 à 1420) ait été issu de cette famille.
La chartreuse disposait d'une bibliothèque fort riche, dont une partie a été copiée par les moines eux-mêmes. Aujourd'hui certains de ses manuscrits précieux se trouvent à Vienne dans la collection de la Bibliothèque nationale autrichienne. Parmi les moines fameux de Prague, l'on peut citer Étienne de Dolein (Stephanus Dolanensis), Michel de Prague (Michael Pragensis), Conrad de Hainburg (Conradus Gemnicensis) ou encore Johannes Rode.
La chartreuse de Prague a fondé la chartreuse de Grabow près de Szczecin, la chartreuse de Königsfeld, la chartreuse de  Tržek et la chartreuse de Béréza, près de Gdańsk. Seul le nom d'une rue du quartier de Smíchov, la rue Kartouzská, rappelle encore l'existence de cette chartreuse disparue.

## Source de la traduction
- (de) Cet article est partiellement ou en totalité issu de l’article de Wikipédia en allemand intitulé « Kartause Prag » (voir la liste des auteurs).